# Nothing in My Way
«Nothing In My Way» (en español: «Nada en mi camino») es una canción de la banda inglesa Keane y su cuarto sencillo de su segundo álbum, Under the Iron Sea. Su lanzamiento fue programado para el 30 de octubre del 2006. Se puede encontrar "Nothing in My Way" en el videojuego FIFA 07.

## Lista de canciones
| CD 1712175 |                     |          |  |
| N.º        | Título              | Duración |  |
| 1.         | «Nothing In My Way» | 4:00     |  |
| 2.         | «Thin Air»          | 3:57     |  |
| 3.         | «Tyderian»          | 4:38     |  |

## Información acerca de la canción
- Tempo: 88bpm
- Acorde: C#6 desafinado por 20 cent.
- Tiempo rítmico: 4/4

### Thin Air
("Aire Puro")
- Tempo: 3:58
- Acorde: ?
- Tiempo rítmico: 4/4

### Tyderian
- Tempo: 4:39
- Acorde: ?
- Tiempo rítmico: ?